# Tour della nazionale maschile di rugby a 15 delle Figi 1951
Le Isole Figi si recano in tour in Nuova Zelanda. Nel corso di due mesi disputeranno 15 match, vincendone 5 (tra cui uno contro i New Zealand Maori), pareggiano 2 e perdendone 8.
Nessun test match ufficiale è stato disputato contro gli All-Blacks.

## Risultati
| Domain 25 luglio 1951 | Thames Valley | 16 – 6 | Figi XV |  |

| Rotorua 28 luglio 1951 | Bay of Plenty | 23 – 32 | Figi XV |  |

| Gisborne 1º agosto 1951 | Poverty Bay | 11 – 14 | Figi XV |  |

| Napier 4 agosto 1951 | Hawke’s Bay | 14 – 23 | Figi XV |  |

| Blenheim 8 agosto 1951 | Marlborough | 16 – 28 | Figi XV |  |

| Westport 11 agosto 1951 | Buller | 3 – 6 | Figi XV |  |

| Timaru 15 agosto 1951 | South Canterbury | 14 – 24 | Figi XV |  |

| Dunedin 18 agosto 1951 | Otago | 26 – 5 | Figi XV |  |

| Invercargill 22 agosto 1951 | Southland | 11 – 11 | Figi XV |  |

| Christchurch 25 agosto 1951 | Canterbury | 24 – 22 | Figi XV | Lancaster Park |

| Pahuita 28 agosto 1951 | Bush | 6 – 9 | Figi XV |  |

| Wanganui 1º settembre 1951 | Wanganui | 14 – 11 | Figi XV | Spriggens Park |

| Arbitro: | Francis Parkinson |

|                                                  |           |                                                       |
| mete: Erceg 2, McLaughlin aewai trasf.: JB Smith | Marcatori | mete: Ganilau, Levula 2 Pe, Vuruya trasf.: Radrodro 3 |

| Hamilton 8 settembre 1951 | Waikato | 11 – 11 | Figi XV |  |

| Auckland 12 settembre 1951 | Auckland | 29 – 16 | Figi XV | Eden Park |